# Vinnfar
Vinnfar är en sjö i Ljusdals kommun i Hälsingland och ingår i Ljusnans huvudavrinningsområde. Sjön har en area på 0,148 kvadratkilometer och ligger 329 meter över havet. Sjön avvattnas av vattendraget Rösteån (Vinnfarsån).

## Delavrinningsområde
Vinnfar ingår i det delavrinningsområde (683473-150577) som SMHI kallar för Utloppet av Vinnfar. Medelhöjden är 407 meter över havet och ytan är 2,57 kvadratkilometer. Det finns ett avrinningsområde uppströms, och räknas det in blir den ackumulerade arean 23,96 kvadratkilometer. Rösteån (Vinnfarsån) som avvattnar avrinningsområdet har biflödesordning 2, vilket innebär att vattnet flödar genom totalt 2 vattendrag innan det når havet efter 103 kilometer. Avrinningsområdet består mestadels av skog (65 procent) och sankmarker (21 procent). Avrinningsområdet har 0,15 kvadratkilometer vattenytor vilket ger det en sjöprocent på 5,7 procent.